# Deopalpus pulchriceps
Deopalpus pulchriceps là một loài ruồi trong họ Tachinidae.